# Гюйгенс (зонд)
Зонд «Гю́йгенс» (англ. Huygens probe) створений Європейським космічним агентством і названий на честь голландського астронома XVII століття Християна Гюйгенса. Зонд був запущений 15 жовтня 1997 року у зв'язці з космічним апаратом «Кассіні». 25 грудня 2004 року зонд відокремився від свого носія і почав самостійний рух до Титана. 14 січня 2005 року зонд «Гюйгенс» успішно увійшов в атмосферу Титана і здійснив посадку на його поверхню в області, що отримала назву Ксанаду. Це була перша (і на 2016 рік єдина) в історії м'яка посадка, зроблена в Зовнішній Сонячній системі. Зонд сів на тверду поверхню, хоча посадка в океані була також передбачена його конструкцією.

## Цілі

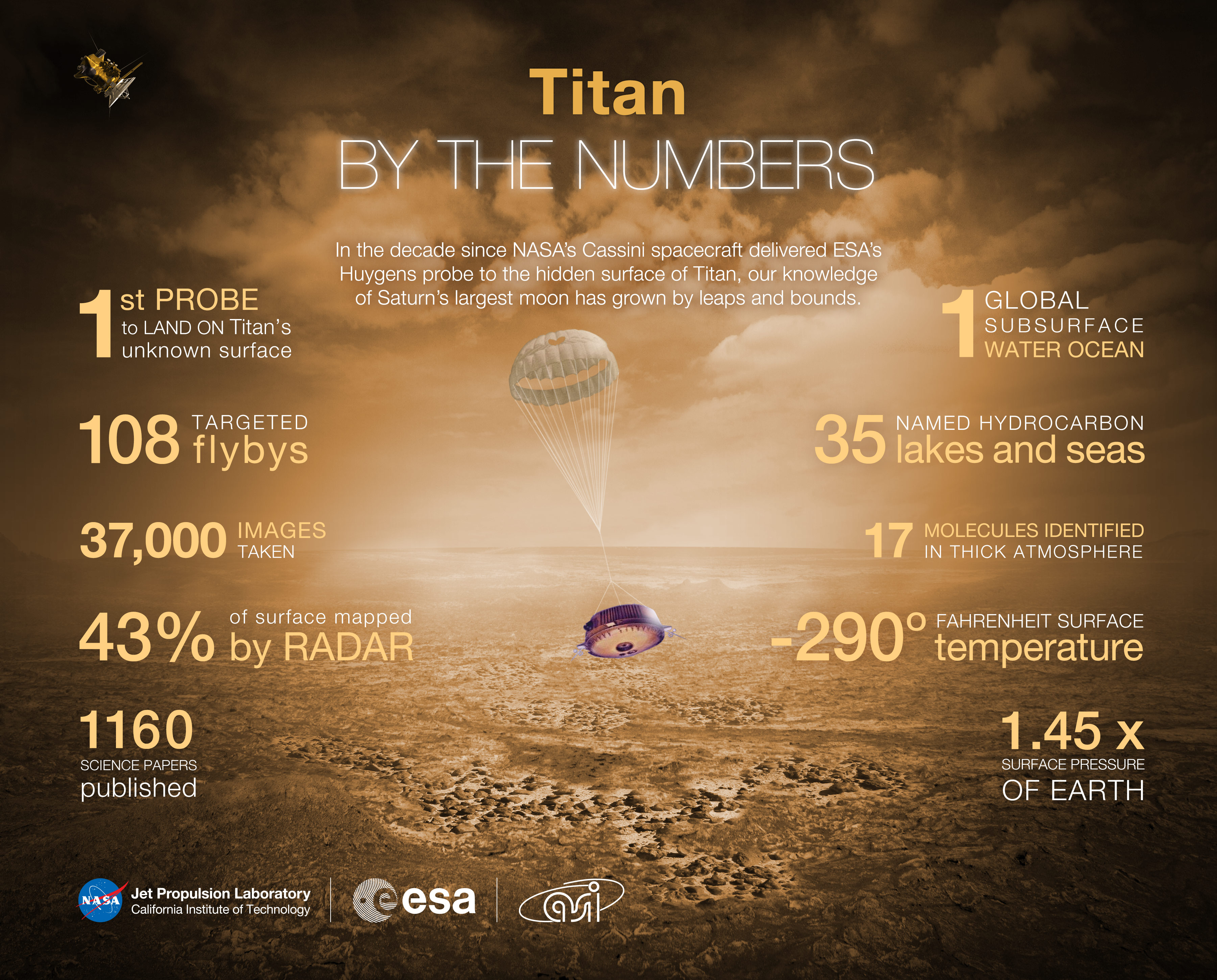
1 зонд приземлився на невідому поверхню Титана, 108 обльотів Титана, зроблено 37 000 світлин, зроблено зйомку 43 % поверхні Титана, опубліковано 1160 наукових робіт, знайдено 1 глобальний підповерхневий океан, названі 35 вуглеводневих озер та морів, знайдено 17 складових тонкої атмосфери Титана, температура поверхні −178,8 °C, 1,45 земного тиску

Загалом «Гюйгенс» повинен був виконати п'ять основних завдань:
1. Визначити фізичні характеристики атмосфери Титана (щільність, тиск, температура і т. д.) залежно від висоти.
2. Виміряти процентне співвідношення складових атмосфери.
3. Дослідити хімічні і, зокрема, фотохімічні процеси в атмосфері, особливо щодо органічних молекул, а також формування і складу аерозолів.
4. Охарактеризувати метеорологію Титана, зокрема, фізику хмар, грозові розряди і загальну циркуляцію.
5. Дослідити фізичний стан, топографію і склад поверхні Титана.

## Інструментарій
Для здійснення наукових експериментів зонд «Гюйгенс» був оснащений шістьма інструментами:
- Інструмент «Гюйгенса» для визначення атмосферної структури (Huygens Atmospheric Structure Instrument, HASI) — вимір фізичних і електричних властивостей атмосфери Титана;
- Допплерівський вимірювач швидкості та зносу (Doppler Wind Experiment, DWE) — вивчення напрямку і сили вітрів Титана;
- Пристрій для формування зображень при спуску / спектральний радіометр (Descent Imager / Spectral Radiometer, DISR) — відображення спуску і дослідження рівня освітленості;
- Газовий хроматограф / мас-спектрометр (Gas Chromatograph / Mass Spectrometer, GC/MS) — ідентифікація та вимірювання хімічного складу атмосфери Титана;
- Колектор аерозолів і піролізер (Aerosol Collector and Pyrolyser, ACP) — аналіз атмосферних аерозольних часток;
- Пакет для наукового дослідження поверхні (Surface-Science Package, SSP) — визначення властивостей поверхні.

## Спуск на Титан
Спуск на парашутах крізь атмосферу Титана зайняв у «Гюйгенса» 2 годин 27 хвилин 50 секунд. Зіткнення апарата з поверхнею Титана відбувалося на швидкості 16 км/год (або 4,4 м/с), при цьому прилади зазнали короткочасного перевантаження, в 15 разів перевищуючого прискорення вільного падіння на Землі. Цей поштовх вивів з ладу один із сенсорів, проте кілька хвилин по тому його функціонування відновилося.
Працездатність зонда перевершила найоптимістичніші очікування. «Кассіні» приймав сигнали «Гюйгенса» на етапі спуску протягом 147 хвилин 13 секунд і з поверхні — ще 72 хвилини 13 секунд до моменту, коли орбітальний апарат зник за горизонт. Після цього сигнали зонди якийсь час приймалися на радіотелескопі в Австралії, хоча і виявилися занадто слабкими, щоб використовувати їх як носія інформації.
Сам «Гюйгенс» не відправляв інформацію безпосередньо на Землю. У його завдання входила передача даних на «Кассіні», який і здійснив подальшу її передачу на Землю, коли зонд, що сів на Титан, залишився в зоні, невидимій для передачі сигналу. Загалом було передано понад 500 мегабайт інформації, в тому числі близько 350 зображень. Всього планувалося передати на Землю 700 фотографій, але через збій в комп'ютерній програмі (імовірно, через помилки при її розробці) половина зображень, переданих «Гюйгенсом», була загублена.

## Результати

### Основні результати
| |  |  |
| Поверхня Титана на місці посадки зонда «Гюйгенс» — перше зображення з поверхні небесного тіла, в зовнішній частині Сонячної системи (ліве і праве зображення мають різну обробку зображень). Глобули (ймовірно, з водяного льоду) 10—15 см у діаметрі, лежать вище і темніші. Освітлення у верхній лівій частині передбачає сонячне освітлення з цього напрямку. |  |  |

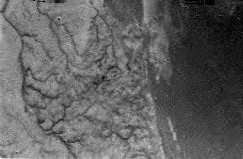
Поверхня Титана з висоти 16,2 км

Під час спуску «Гюйгенс» відбирав проби атмосфери. Швидкість вітру при цьому (на висоті від 9 до 16 км) склала приблизно 26 км/год. За допомогою зовнішнього мікрофона вдалося зробити запис звуку цього вітру. Бортові прилади виявили щільний метановий серпанок (яруси хмар) на висоті 18—19 км, де атмосферний тиск становив приблизно 50 кілопаскалів (5,1 × 103 кгс/м²), або 380 міліметрів ртутного стовпа. Зовнішня температура на початку спуску становила −202 °C, а на поверхні Титана виявилася трохи вище: -179 °C.
Відповідно до інтерпретації даних із зонда «Гюйгенс», зробленої Тецуо Такано з Кельнського університету, верхня частина хмар складається з метанового льоду, а нижня — з рідких метану та азоту.
Знімки, зроблені в ході спуску, показали складний рельєф зі слідами дії рідини (руслами річок і різким контрастом між світлими і темними ділянками — «береговою лінією»). Однак темна ділянка, на яку спустився «Гюйгенс», виявилась твердою. На знімках, отриманих з поверхні, видно камені округлої форми розміром до 15 см, що несуть сліди впливу рідини (галька).
Вивчення властивостей ґрунту було здійснено за допомогою пенетрометра. Спочатку ґрунт інтерпретували як тонку кірку порівняно однорідної консистенції на більш м'якій основі («крем-брюле»). Пізніше дані пенетрометра були переглянуті: тепер вважається, що при посадці він вдарився об гальку, після чого занурився в ґрунт, загальна консистенція якого відповідає консистенції вологого піску або щільного снігу. Зонд занурився в ґрунт на глибину 10—15 см. При цьому з ґрунту виділявся метан (його викиди були зареєстровані приладами зонда).

### Неочікувані дані
1. Однією з перших несподіванок стало існування на Титані другого, нижнього, шару іоносфери, що лежить між 40 і 140 км (максимум електропровідності на висоті 60 км).
2. Жовтий метановий серпанок, який так заважає спостерігати поверхню Титана, присутній в атмосфері на всіх висотах, хоча спочатку очікувалося, що нижче 60 км атмосфера буде практично прозорою.
3. Повною несподіванкою для вчених виявилося те, що на висоті близько 80 км в атмосфері Титана панує практично мертвий штиль — сюди не проникають ні вітри, що дмуть нижче 60 км, ні турбулентні рухи, які спостерігаються вдвічі вище. Причини такого дивного завмирання рухів поки не вдається пояснити. Основу атмосфери Титана, як і на Землі, складає азот. Другий за значимістю газ — метан (CH4) — займає місце, в чомусь подібне водяній парі в земній атмосфері. А в нижніх шарах атмосфери можуть навіть утворюватися метанові хмари[3]